# Laurier Avenue Bridge
Laurier Avenue Bridge är en bro över Rideaukanalen i Ottawa i provinsen Ontario i Kanada. Med sina grönmålade stålbågar är bron lätt att känna igen. 
Den första bron på platsen byggdes år 1872 och dagens fyrfältiga bro år 1900. År 1946 utökades bron västerut. 
Mellan åren 2001 och 2003 breddades körbanorna och två nya brospann byggdes till mot söder. Bron är uppkallad efter sir Wilfrid Laurier som var Kanadas premiärminister åren 1896–1911.